# Димитрије Кириловић
Димитрије Кириловић (Кумане код Новог Бечеја, 22. октобар 1894 — Нови Сад, 22. октобар 1956) био је српски књижевник, библиотекар и историчар.

## Биографија

### Образовање
Основну школу (1900—1904) и Српску православну велику гимназију (1904—1912) завршио је у Новом Саду, a богословију у Сремским Карловцима (1912—1916). Потом студира педагогију, српски и мађарски језик са књижевношћу у Будимпешти. Два семестра током 1918-19. слушао је предавања из истих предмета на загребачком Свеучилишту. Од 1919. студирао је на Универзитету у Прагу педагошке предмете и старословенску филологију. У то време био је члан Уједињене социјалистичке радничке партије (комуниста)у Краљевини СХС, али је касније напустио ове идеје. Дипломирао је у Прагу 1920. а докторирао у Загребу 1924. године.

### Каријера
Почео је да ради 1920. као библиотекар новооснованог Филозофског факултета у Скопљу. Следеће године постављен је за суплента Скопске гимназије а 1922. је изабран за асистента Филозофског факултета, и наставља да води факултетску библиотеку. У Нови Сад се враћа 1926. године, краће време ради као помоћник секретара Матице српске, да би крајем исте године био постављен на место управника Државне архиве за Војводину.
Од 1937. до 1941. је био председник Српског занатлијског певачког друштва Невен а по окупацији Бачке од стране мађарског агресора 1941. године нова власт га је уклонила са функције, те прелази у Београд, где је радио у Државној архиви, Министарству просвете и Универзитетској библиотеци.
Након ослобођења вратио се у Нови Сад и радио у Централној библиотеци Војводине, Комисији за реституцију, а од 1948. био је виши библиотекар и научни сарадник у Библиотеци Матице српске.
Током каријере је обављао и друге дужности: као приватни доцент предавао је на Филозофском факултету у Београду историју васпитања (1933—1936), био је секретар Друштва за Народно позориште, секретар Историјског друштва у Новом Саду и уредник његовог Гласника, уредник Културно-привредног прегледа (1936—1940), кратко време 1936. в. д. начелника Просветног одељења Дунавске бановине, председник Друштва библиотекара Војводине (1949—1953), члан Књижевног одељења Матице српске итд.

### Научни рад
Написао је и објавио преко стотину научних радова из области културне и политичке историје српског народа (Гласник Историјског друштва, Српски књижевни гласник, Педагошки гласник, Нова Европа, Библиотекар, Летопис Матице српске, Зборник Матице српске за друштвене науке, Рад Матице српске, Педагошка стварност, Наша сцена, Политика, Дан, Југословенски дневник, Отаџбина итд.). Највише се бавио историјом школства у Војводини, његовим развојем и напредовањем од Велике сеобе под Чарнојевићем до савремених дана.
Приредио је каталог антикварних штампаних књига од 1494. до 1880. које поседује Библиотека Матице српске.
Сахрањен је на Алмашком гробљу у Новом Саду.